# PGC 46320
LEDA/PGC 46320 ist eine linsenförmige Galaxie vom Hubble-Typ SB0 im Sternbild Zentaur am Südsternhimmel, die schätzungsweise 146 Millionen Lichtjahre von der Milchstraße entfernt ist. Sie ist Mitglied der vier Galaxien zählenden NGC 5063-Gruppe (LGG 340). 